# Ronnenberg
Ronnenberg ist eine Stadt in der Region Hannover in Niedersachsen.

## Geografie

### Lage/Erhebungen
Die Stadt Ronnenberg befindet sich im Calenberger Land. Die höchste Erhebung ist der Benther Berg im Westen der Ortschaft Benthe.

### Stadtgliederung
Die Stadt Ronnenberg besteht aus folgenden Stadtteilen im Uhrzeigersinn (in Klammern die Einwohnerzahl per 30. September 2021):
- Ronnenberg (Kernstadt) (6.921 Einwohner)
- Empelde (Verwaltungssitz) (11.863 Einwohner)
- Ihme-Roloven (945 Einwohner)
- Linderte (560 Einwohner)
- Vörie (245 Einwohner)
- Weetzen (2.288 Einwohner)
- Benthe (1.820 Einwohner)

### Flächenaufteilung

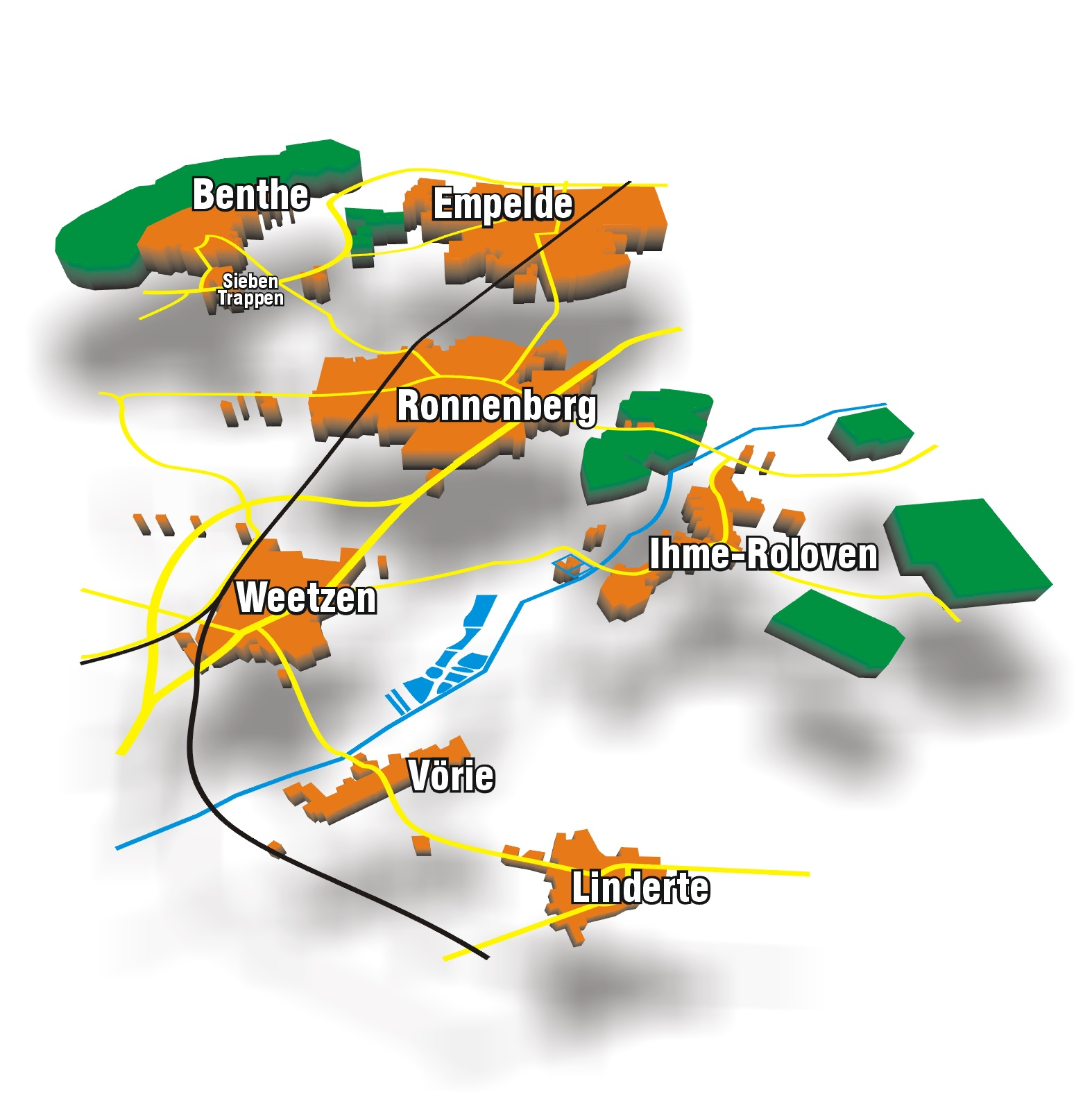
Die sieben Ortsteile der Stadt Ronnenberg

Quelle: Bodenflächen in Niedersachsen nach Art der tatsächlichen Nutzung 2016, Stand: 31. Dezember 2015

### Nachbargemeinden
|                     | Seelze                                      |           |
| Gehrden             | Kompassrose, die auf Nachbargemeinden zeigt | Hannover  |
| Wennigsen (Deister) | Springe                                     | Hemmingen |

## Geschichte

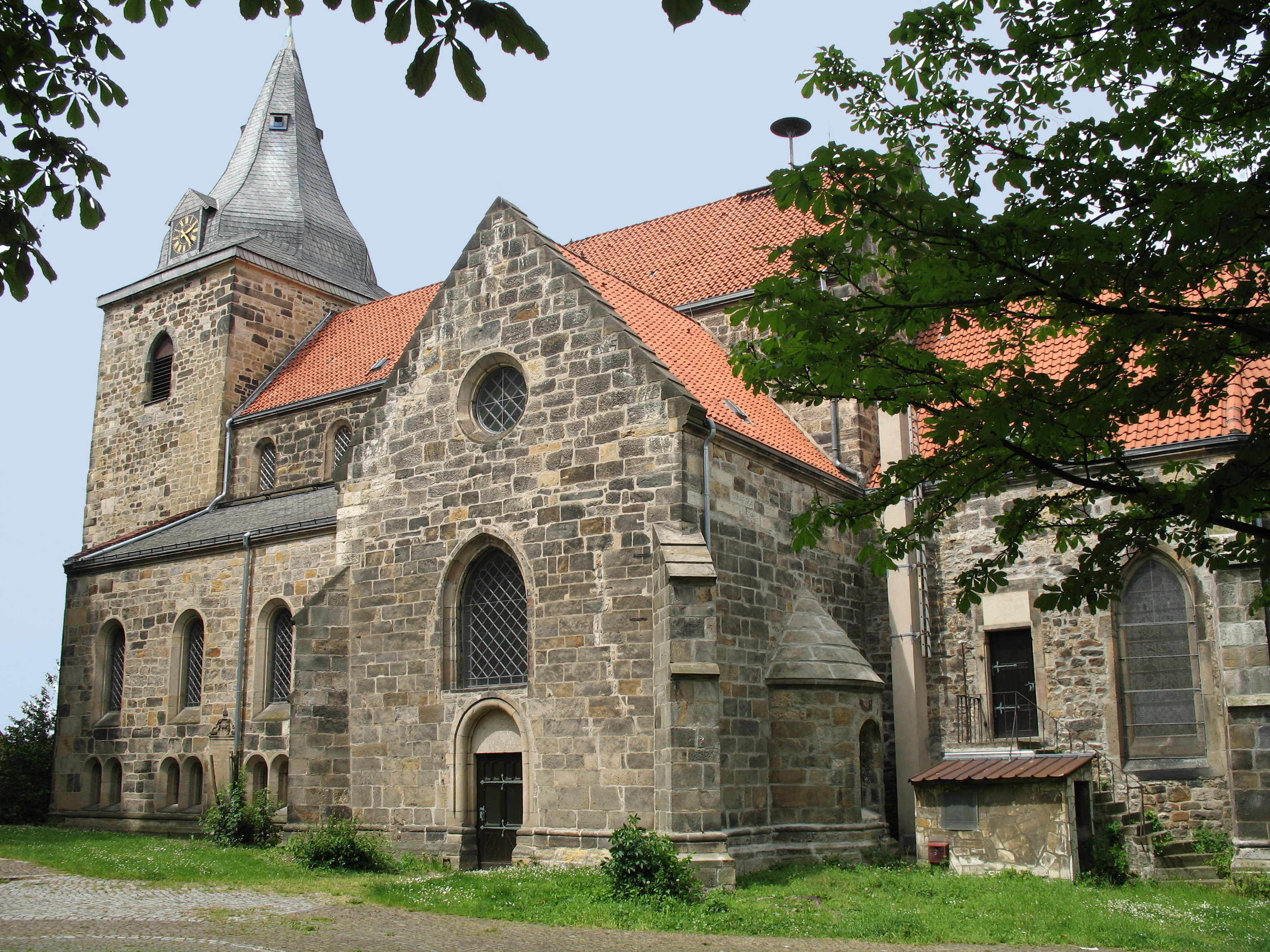
Die Michaeliskirche in Ronnenberg

Der Namenforscher Jürgen Udolph vertritt die These, dass der Ortsname Ronnenberg vorchristlichen Ursprungs ist. Bedingt bestätigt wird sie vom Archäologen Tobias Gärtner  mit der Datierung einer Siedlung vor Ort aus der Spät-Latènezeit. Da es im Bereich der Ronnenberger Beeken Funde mit einer breiten zeitlichen Fundstreuung von der Zeit um Christi Geburt bis ins Mittelalter gab, könnte es eine 2000-jährige Siedlungskontinuität gegeben haben.
Frühe schriftliche Zeugnisse finden sich im 9. Jahrhundert zu Empelde. Im Westfälischen Urkundenbuch wird Ronnenberg 1073 erstmals als Runiberc erwähnt. 1121 wird es als Runeberchen bezeichnet. Der namengebende Stadtteil Ronnenberg erlangte in dieser Zeit auch Bedeutung als Kirchenzentrum und Gerichtsstätte. Die Michaeliskirche wurde im 12. Jahrhundert errichtet, an ihrer Außenwand wurde das Portal der ehemaligen Bonifatiuskapelle mit merowingischen und langobardischen Stilelementen eingebaut, die 1078 belegt ist. 1466 wurde Ronnenberg Sitz des höchsten Landgerichts im Calenberger Land.
Mit der Reformation wurde im Calenberger Land der protestantische Glauben etabliert. Der Reformator Antonius Corvinus und weitere Männer ordneten das Kirchen-, Schul- und Gerichtswesen im evangelisch-lutherischen Sinn. Corvin wurde zum Superintendenten mit Sitz in Pattensen beauftragt. 1543 fand in Ronnenberg eine umfassende Kirchenvisitation statt. 1589 wurde der Evangelisch-Lutherische Kirchenkreis Ronnenberg eingerichtet. Seitdem ist Ronnenberg der Sitz der noch bestehenden Superintendentur Ronnenberg.
In der Napoleonischen Zeit kam Ronnenberg unter französische Militärverwaltung und 1810 zum neu geschaffenen Königreich Westphalen. 1814 kam es zum neuen Königreich Hannover und ab 1866 zu Preußen. In dieser Zeit wurde durch Agrarreformen und ein neues Gewerberecht die Grundlage für einen rasanten wirtschaftlichen Aufschwung geschaffen. Fast zeitgleich mit dem Anschluss an die Bahnstrecke Hannover–Altenbeken von 1872 begann die Industrialisierung mit Zuckerproduktion und Kalibergbau.
Im Gegensatz zu weiten Teilen des Deutschen Reiches war das Calenberger Land nach dem Zusammenbruch des Kaiserreiches 1918 kaum von politischen und sozialen Unruhen betroffen. Erst nach der Währungsreform in der zweiten Hälfte der 1920er Jahre besserte sich die Situation für die Bevölkerung allmählich wieder. Der Anteil der in der Landwirtschaft beschäftigten Bevölkerung verringerte sich stetig, dafür ließen sich mehr Handwerks- und Gewerbebetriebe nieder.
1929 wurde das Familienwappen der Ministerialenfamilie zu Ronnenberg zum offiziellen Wappen der Gemeinde Ronnenberg bestimmt.
In der Zeit des Nationalsozialismus ab 1933 war Ronnenberg von der nationalsozialistischen Diktatur geprägt. Zwischen 1937 und 1939 wurden 25 Menschen und damit die gesamte Synagogengemeinde Ronnenberg vertrieben. Drei der Vertriebenen kamen im Holocaust ums Leben. Die übrigen konnten in die Schweiz, nach Frankreich, in die USA sowie nach Brasilien und Uruguay flüchten. 2005 und 2019 wurden für sie insgesamt 25 Stolpersteine in Ronnenberg verlegt (s. Abschnitt „Erinnerungsarbeit“). Der Jüdische Friedhof in Ronnenberg wurde zwischen 1846 und 1933 belegt. 2001 und 2019 wurden dort drei symbolische Grabstätten errichtet. Im Zweiten Weltkrieg war ab 1942 Empelde wegen der Nähe zu Hannover und der Munitionsfabrik Dynamit Nobel AG stärker von Luftangriffen betroffen als die übrigen zum heutigen Ronnenberg gehörenden Ortschaften. In der Nacht vom 8. auf den 9. April 1945 kam Weetzen bei seiner Befreiung durch die US-Amerikaner zwei Stunden lang unter schweren Beschuss deutscher Granaten.
Nach dem Zweiten Weltkrieg nahm die Bevölkerung durch Heimatvertriebene zu. Die Volkszählung von 1950 im Landkreis Hannover weist aus, dass ca. 40 % der Bevölkerung aller sieben Ortsteile, die heute zur Stadt Ronnenberg gehören, aus Vertriebenen und Zugewanderten bestand. In Empelde entstand das größte Flüchtlingslager für Ostvertriebene im Landkreis Hannover. Der Zuzug von Evakuierten, Flüchtlingen und Vertriebenen bestimmte auch die Entwicklung in Ronnenberg maßgeblich. Die Einwohnerzahlen verdoppelten sich nach dem Krieg fast überall. Die Vertriebenen, die vor allem in den Ortsteilen Ronnenberg, Empelde und Weetzen geblieben sind, prägten in den Folgejahren das Leben der Orte.
Durch den Zusammenschluss von Ronnenberg und den umliegenden Gemeinden Benthe, Empelde, Linderte, Vörie und Weetzen entstand am 1. Juli 1969 die neue Gemeinde Ronnenberg. Am 1. März 1974 wurde ihr Ihme-Roloven eingegliedert. Am 12. Dezember 1975 erhielt die neue Gemeinde Ronnenberg die Stadtrechte.
Bis zum 31. Dezember 2004 gehörte Ronnenberg zum damaligen Regierungsbezirk Hannover. Seitdem ist Ronnenberg Bestandteil der Region Hannover.

### Beginn der Industrialisierung
Bis ins 19. Jahrhundert hinein waren Ronnenberg und seine heutigen Ortsteile in erster Linie landwirtschaftlich geprägt. Erste Schritte in die Industrialisierung machte der Unternehmer Johann Egestorff, als er 1831 in Empelde eine Ziegelei baute. Die von seinem Sohn Georg Egestorff in Linden errichtete Egestorffsche Zündhütchenfabrik wurde vor dem Ersten Weltkrieg nach Empelde auf ein freies Feld neben der Bahnstrecke Hannover–Altenbeken verlegt, das heutige Areal des „Wohnparks am See“. Die 1928 eingestellte Produktion wurde 1938 im Rahmen der Aufrüstung der Wehrmacht vom neuen Eigentümer Dynamit AG, vormals Alfred Nobel & Co (kurz DAG) wieder aufgenommen. Nach Kriegsende 1945 nutzten diverse Firmen, darunter auch Telefunken, die Gebäude und Baracken auf dem Gelände. In den 1980er Jahren erfolgte schließlich die heutige Bebauung mit Wohnhäusern.

### Bergbau
Schon vor 1100 Jahren wurde im Bereich des heutigen Empelde Salz gewonnen. Die Geschichte des Salzbergbaues in Ronnenberg begann Ende des 19. Jahrhunderts, nachdem durch wissenschaftliche Arbeiten Justus von Liebigs erkannt wurde, welche Bedeutung Kalisalz als mineralischer Kunstdünger für die Landwirtschaft hat.
1894 wurde die erste Tiefbohrung für das Kaliwerk „Hansa-Silberberg“ in Empelde vorgenommen. Vier Jahre später begann der Bau des „Schachtes Albert“ in Ronnenberg, der am 6. Dezember 1905 in Betrieb ging. Seit Ende der 1960er Jahre drang immer mehr Wasser in das Bergwerk ein, 1975 durchbrach schließlich Grundwasser die Schachtwand. Die Schäden waren so groß, dass das Bergwerk aufgegeben werden musste. Bedingt durch die Grundwasserabsenkung kam es zu unterirdischen Hohlräumen, die in einem Gebiet von 25 Quadratkilometern um Ronnenberg zu Erdsenkungen und Einbrüchen führten.
Teile des Salzstocks werden heute als Kavernen zur Speicherung von Erdgas verwendet. Die Rückstandshalde in Empelde wurde durch eine Ummantelung mit Bauschutt und Humus renaturiert. Die Halde des Kaliwerkes Ronnenberg wurde bis 2005 größtenteils abgetragen und in der Schachtanlage Asse bei Wolfenbüttel verfüllt. Die  restliche Halde soll abgedeckt werden.

### Zuckerindustrie
Landwirte aus der Region trafen sich am 30. Juli 1882 zur Gründung einer bäuerlichen Aktiengesellschaft, die Geburtsstunde der Zuckerfabrik Weetzen. Zwar gab es im Calenberger Land bereits Fabriken in Gehrden und Bennigsen, aber in Weetzen war der seit 1872 vorhandene Bahnanschluss ein logistischer Vorteil.
1883 begann die Produktion in der neuen Fabrik in Weetzen. Nach dem Zweiten Weltkrieg wurde die Fabrik modernisiert und zwei 40 Meter hohe Hochsilos errichtet. Die Zuckerwirtschaft expandierte, sogar kubanische Rohware wurde zeitweilig in Weetzen zu Weißzucker verarbeitet. Die Fabrik konnte, ebenso wie andere Werke im Norden, mit den neuen Fabriken in Süddeutschland nicht mithalten. Die letzte Rübenkampagne in Weetzen begann im Herbst 1986, die Fabrik wurde geschlossen.

## Politik

### Rat
Der Rat der Stadt Ronnenberg besteht aus 34 Ratsfrauen und Ratsherren. Dies ist die festgelegte Anzahl für eine Stadt mit der Einwohnerzahl zwischen 20.001 und 25.000 Einwohnern. Die Ratsmitglieder werden in der Kommunalwahl für jeweils fünf Jahre gewählt. Die Wahlperiode begann am 1. November 2021. Stimmberechtigt im Rat der Stadt ist außerdem der hauptamtliche Bürgermeister.
Von den 34 Mitgliedern des Rates sind sieben Frauen.

### Bürgermeister
Zum Bürgermeister der Stadt Ronnenberg wurde am 26. September 2021 Marlo Kratzke (SPD) gewählt. In der Stichwahl gegen Stephanie Harms (CDU) erhielt er 56,68 Prozent der Stimmen. Die Wahlbeteiligung lag bei 61,2 Prozent.

### Ortsräte

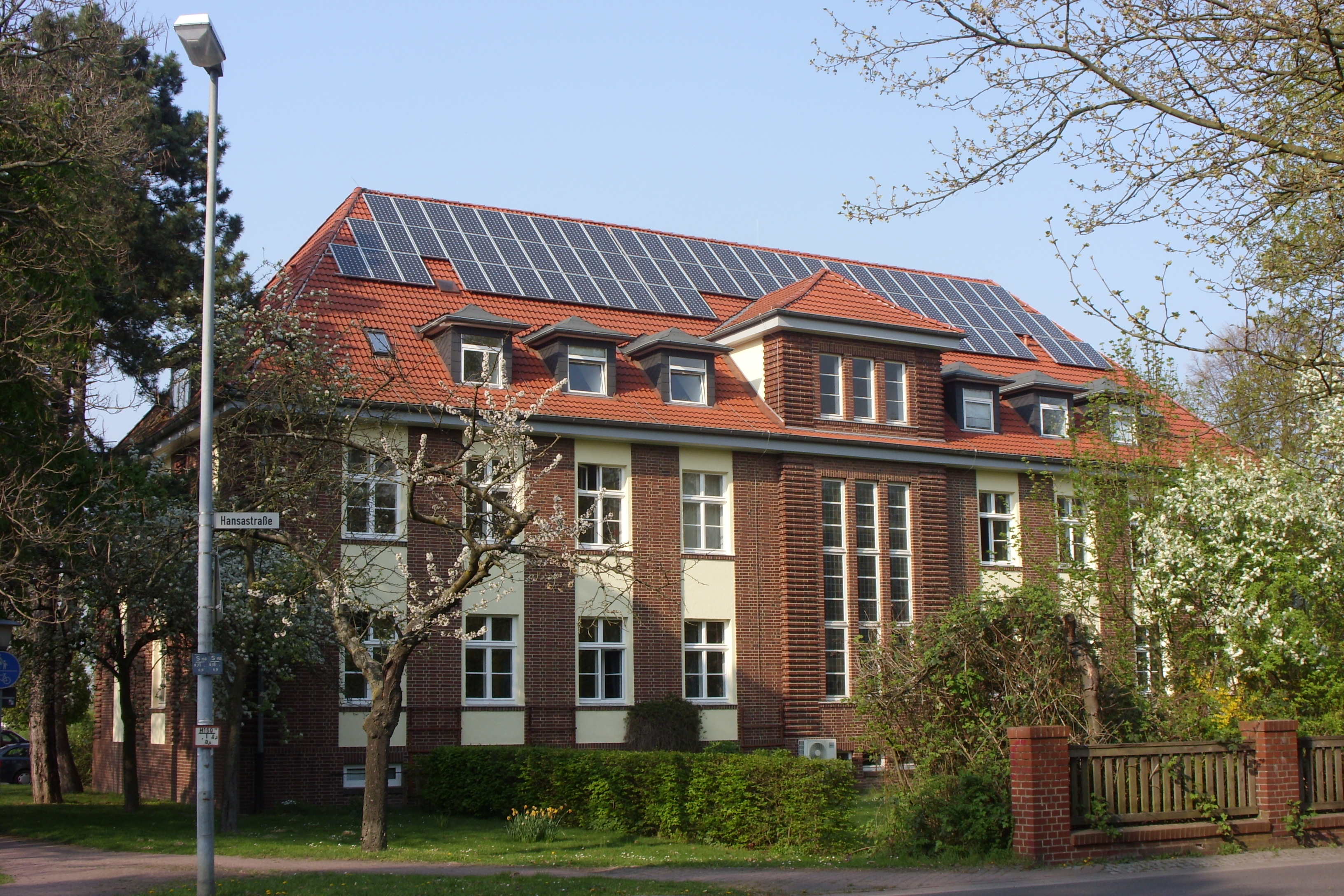
Rathaus

Die Stadtteile der Stadt Ronnenberg werden durch insgesamt 24 Ortsratsmitglieder in vier Ortsräten vertreten. Seit 2021 verteilen diese sich wie folgt:
|              | SPD | CDU | Grüne | FDP | BGL* | ∑  |
| ------------ | --- | --- | ----- | --- | ---- | -- |
| Benthe       | 1   | 2   | 3     | 1   | -    | 7  |
| Ihme-Roloven | 1   | 3   | 1     | -   | -    | 5  |
| Linderte     | 1   | -   | 1     | -   | 3    | 5  |
| Weetzen      | 4   | 2   | 1     | -   | -    | 7  |
| ∑            | 7   | 7   | 6     | 1   | 3    | 24 |

(*Wählergruppe: Bürger-Gemeinschaft Linderte e. V.)

### Liste der Bürgermeister und Stadtdirektoren (seit 1969)
(bis 1975 Gemeinde Ronneberg, dann Stadt Ronneberg)
Bis 2001 waren die Bürgermeister der Großgemeinde und der Stadt Ronnenberg ehrenamtlich tätig, unterstützt von einem hauptamtlichen Gemeinde- bzw. Stadtdirektor. 2001 wurden beide Posten zu dem des hauptamtlichen Bürgermeisters zusammengefasst.
Die Bürgermeister
- 1969: Willi Rahlves (SPD)
- 1969–1971: Ernst-Georg Hüper (SPD)
- 1971–1981: Artur Sommer (SPD)
- 1981–1986: Hermann Haller (CDU)
- 1986–1995: Karl Kruse (SPD)
- 1995–1996: Horst Rudolph (SPD)
- 1996–2001: Paul Wenig (SPD)
- 2001–2013: Wolfgang Walther (SPD)
- 2014–2021: Stephanie Harms (CDU)[20]
- seit 2021: Marlo Kratzke (SPD)[21]

Als Gemeinde- bzw. Stadtdirektor waren in dieser Zeit tätig:

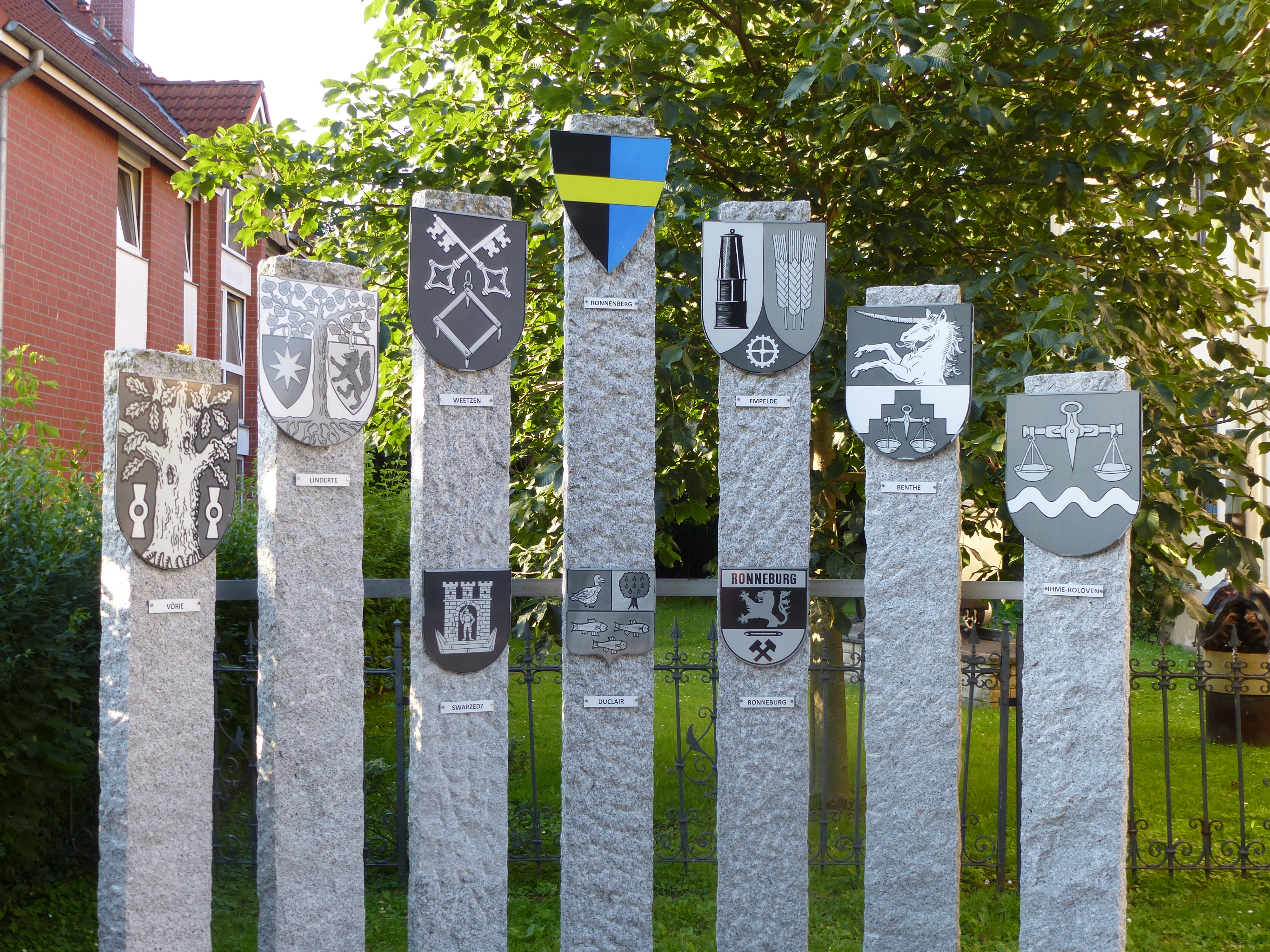
Die Wappen der 7 Ronnenberger Ortsteile mit den Stadtwappen der Partnerstädte

- 1969–1981: Horst Günther Humbeck
- 1981–2001: Bernhard Lippold

### Städtepartnerschaften
Es bestehen kommunale Partnerschaften zu folgenden Städten und Gemeinden:
- Swarzędz, Polen (seit 1991)
- Duclair, Frankreich (seit 1968)
- Ronneburg (Thüringen), Deutschland (seit 1991)

## Kultur und Sehenswürdigkeiten
Besondere geschützte Denkmale sind:
- Michaeliskirche in Ronnenberg als im 12. Jahrhundert erbaute romanische Basilika mit wertvoller Kirchenausstattung
- Jüdischer Friedhof Ronnenberg von 1846
- Heimatmuseum Ronnenberg
- Ehemalige Kunstdüngerfabrik Ronnenberg
- Herrenhaus Benthe
- Siebentrappenmühle von 1855 in Benthe
- Kapelle von um 1700 in Benthe
- Empelder Kapelle
- Rittergut Bettensen
- Osterkapelle (Linderte)
- Feuerwehrturm in Vörie
- Wassermühle Vörie
- Fachwerkkapelle aus dem 17. Jahrhundert in Weetzen
- Verwaltungsgebäude und Werksvilla des Kalischachts in Weetzen
- Niedersächsisches Museum für Kali- und Salzbergbau im Empelde

### Stadtarchiv
Das Stadtarchiv ist im Aufbau. Seit 1. November 2019 hat die Stadt Ronnenberg mit dem Historiker Matthias Biester einen hauptamtlichen Stadtarchivar. Der Arbeitskreis Ronnenberger Stadtgeschichte (AKRS) bemüht sich um den Ausbau des Stadtarchivs und erarbeitet historische Ausstellungen, Der Förderverein Stadtarchiv Ronnenberg e. V. unterstützt und fördert die Arbeit des Stadtarchivs. 

### Erinnerungsarbeit
Ronnenberg ist „eine der ersten Kommunen in der Region Hannover gewesen, die sich mit der Erinnerungskultur“ im Hinblick auf die nationalsozialistische Vergangenheit „auseinandergesetzt“ hat.
Zur Erinnerung an sowjetische ca. 25 Kriegsgefangene und polnische Zivilisten, die Zwangsarbeit geleistet hatten, stellte die Stadt 1983 auf dem Weetzer Friedhof einen Gedenkstein auf. 1988 errichtete sie mit dem Volksbund Deutsche Kriegsgräberfürsorge auf dem Friedhof Häkenstraße in Empelde ein Mahnmal für 35 Opfer von Krieg und Gewaltherrschaft 1939–1945.
Zur Geschichte der Juden in Ronnenberg brachte die Stadt 1998 an ihrem Standesamtsgebäude eine Gedenktafel an. Dort hatte sich bis zur Vertreibung der Juden aus Ronnenberg die Synagoge (Betsaal) der Synagogengemeinde Ronnenberg befunden. 1999 vereinbarte die Stadt mit dem Landesverband der Jüdischen Gemeinden von Niedersachsen, die Pflege des jüdischen Friedhofs Ronnenberg zu übernehmen. 2005 verlegte sie im Stadtteil Ronnenberg drei Stolpersteine. 2008 verlieh sie dem Ronnenberger Holocaust-Überlebenden Fritz G. Cohen (Chicago) wegen seiner Verdienste zur Verständigung die Ehrenbürgerwürde. 2013 errichtete sie einen Gedenkort für die ermordeten und vertriebenen Juden aus der Gemeinde Ronnenberg.
Ronnenberger Bürger schufen 2013 mit der Stadt eine Wanderausstellung über die Juden. Der Förderverein Erinnerungsarbeit Ronnenberg (FER) führt regelmäßig Kulturveranstaltungen zum Judentum und einen Rundgang durch das jüdische Ronnennberg durch. 2019 wurden auf seine Initiative hin 22 weitere Stolpersteine in Ronnenberg, finanziert durch Spenden der Bevölkerung, verlegt.

### Vereine

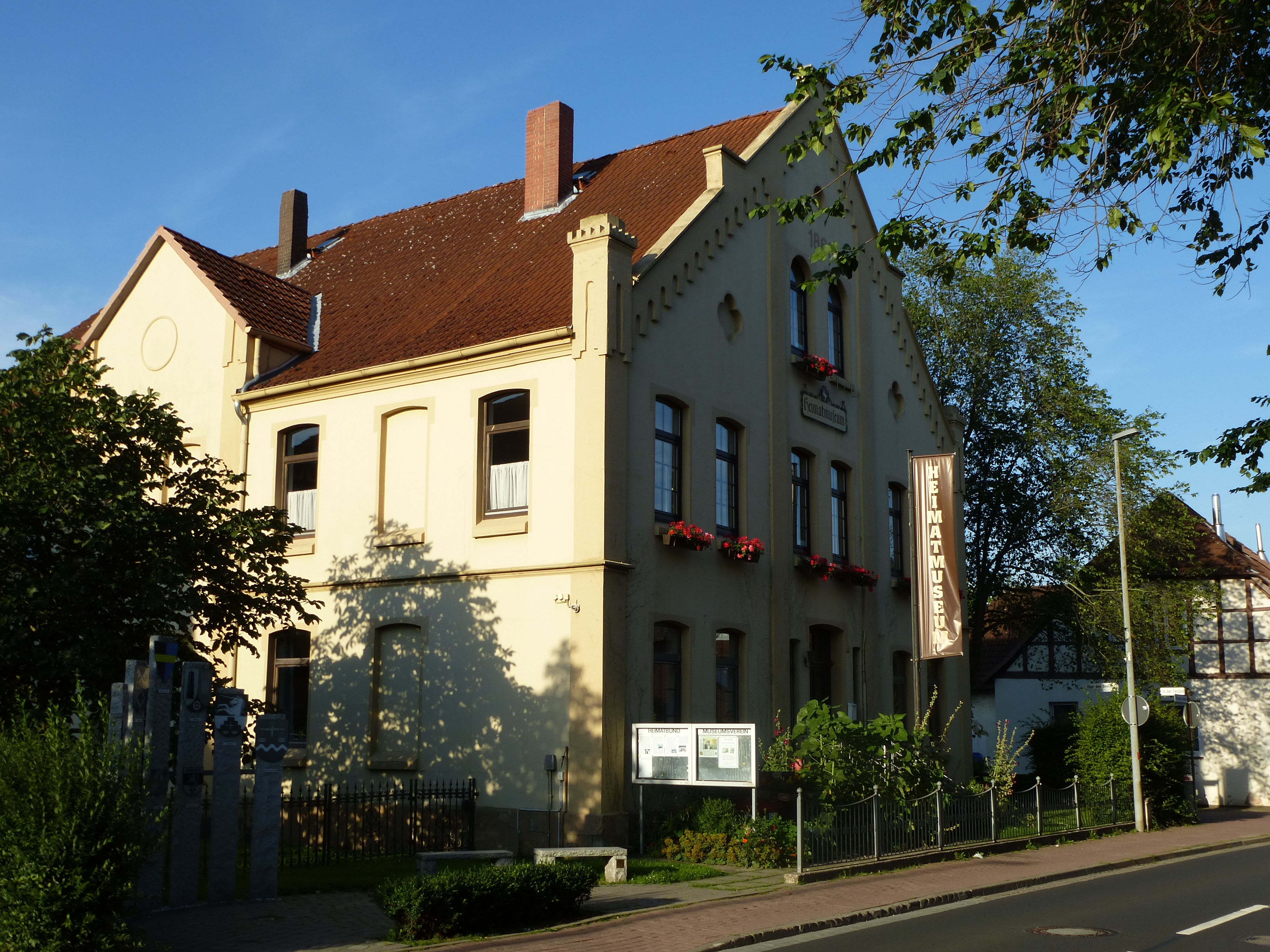
Heimatmuseum Ronnenberg

- Der älteste Verein ist der Gesangverein Concordia von 1859 Ronnenberg.
- Ortsgruppe Ronnenberg von 1928 im Heimatbund Niedersachsen.
- Schützenvereinigung Ronnenberg, die aus den Vorgängervereinen SG Ronnenberg 51 von 1951 und der Schützengilde Ronnenberg von 1954 hervorgegangen ist.
- Schützengilde Empelde von 1925, die auf Traditionen des 19. Jahrhunderts zurückgeht.
- Fanfarenzug 1. Niedersächsische Show-, Fanfaren- und Majorettencorps Stadt Ronnenberg von 1971.
- Arbeitsgemeinschaft Ronnenberger Sportvereine, von denen die SG 05 Ronnenberg, der VSV Benthe (1910) und der SV Weetzen (1911) die ältesten sind.
- Der Stafero e. V. von 2005 ist Veranstalter und Organisator für das Stadtfest Ronnenberg, das an jedem dritten Juniwochenende Rund um die Michaeliskirche stattfindet.
- Der Förderverein Erinnerungsarbeit Ronnenberg (FER) e. V. von 2014 kümmert sich um die vertriebenen Juden und ihre Nachkommen sowie um die Zwangsarbeiter (1940–1945) von Ronnenberg.

## Wirtschaft und Verkehr

### Wirtschaft
Nach Ende von Kalibergbau und Zuckerindustrie sind in Ronnenberg heute vor allem Unternehmen aus Handel und Dienstleistung ansässig. Es gibt knapp 900 Wirtschaftsbetriebe mit ca. 5750 Arbeitsplätzen bei ungefähr 3200 Einpendlern und 7500 Auspendlern. (Stand 2015)
Die Wirtschaftsstruktur Ronnenbergs gliedert sich wie folgt:
- Handel und Verkehr: 36 %
- Dienstleistungen: 33 %
- Produzierendes Gewerbe: 30 %
- Landwirtschaft: 1 %

### Verkehr
Ronnenberg hat eine direkte Anbindung an die Bundesstraßen B 65 und B 217. Die Autobahnen A 2 und A 7 können über Hannover erreicht werden. Der Flughafen Hannover befindet sich 16 Kilometer nördlich von Ronnenberg.
Die Stationen Ronnenberg, Empelde, Linderte und Weetzen liegen an der Bahnstrecke Hannover–Altenbeken, von der in Weetzen die Deisterbahn abzweigt. Die S-Bahn Hannover bietet einen Taktverkehr mit den Linien S 1 und S 2 Haste – Hannover Hbf – Wunstorf – nach Minden bzw. nach Nienburg.
| Linie | Verlauf | Takt   | Betreiber         |
| ----- | --- | ------ | ----------------- |
| S 1   | Minden (Westf) – Bückeburg – Kirchhorsten – Stadthagen – Lindhorst (Schaumb-Lippe) – Haste (Han) – Wunstorf – Dedensen-Gümmer – Seelze – Letter – Hannover-Leinhausen – Hannover-Nordstadt – Hannover Hbf – Hannover Bismarckstraße – Hannover-Linden/Fischerhof – Hannover-Bornum – Empelde – Ronnenberg – Weetzen – Lemmie – Wennigsen (Deister) – Egestorf (Deister) – Kirchdorf (Deister) – Barsinghausen – Winninghausen – Bantorf – Bad Nenndorf – Haste (Han) Stand: Fahrplanwechsel Juni 2022 | 60 min | Transdev Hannover |
| S 2   | Nienburg (Weser) – Linsburg – Hagen (Han) – Eilvese – Neustadt am Rübenberge – Poggenhagen – Wunstorf – Dedensen-Gümmer – Seelze – Letter – Hannover-Leinhausen – Hannover-Nordstadt – Hannover Hbf – Hannover Bismarckstraße – Hannover-Linden/Fischerhof – Hannover-Bornum – Empelde – Ronnenberg – Weetzen – Lemmie – Wennigsen (Deister) – Egestorf (Deister) – Kirchdorf (Deister) – Barsinghausen – Winninghausen – Bantorf – Bad Nenndorf – Haste (Han) Stand: Fahrplanwechsel Juni 2022       | 60 min | Transdev Hannover |

Der Haltepunkt Weetzen wird auch von der Linie S 5 von Paderborn – über Hameln – Hannover Hbf – nach Hannover Flughafen bedient.
Der Ortsteil Empelde hat mit der Endhaltestelle der Linie 9 eine direkte Anbindung an das Stadtbahnnetz Hannovers, von dort aus verkehren acht Buslinien in die übrigen Ortsteile und Gemeinden im Calenberger Land.

## Infrastruktur

### Öffentliche Einrichtungen
- Das Amtsgericht Wennigsen (Deister) ist das zuständige Amtsgericht für Ronnenberg. Die Stadt fällt in den Bezirk des Landgerichts Hannover und in den Oberlandesgerichtsbezirk Celle.
- In Ronnenberg befindet sich eine der drei feuerwehrtechnischen Zentralen der Region Hannover.

### Bildung
Die älteste Schuleinrichtung des Calenberger Landes ist aufs engste mit dem Ronnenberger Kirchenhügel verbunden. Nach den ersten reformatorischen Visitationsunterlagen ist davon auszugehen, dass es dort bereits zu katholischer Zeit eine Schule gab, die mit Kirchengut ausgestattet war.
Belegt ist die Anordnung von Antonius Corvinus zur Gründung einer zentralen Schule in Ronnenberg, geschehen auf Geheiß der Herzogin Elisabeth von Calenberg und verkündet anlässlich der ersten protestantischen Kirchenvisitation zu Ostern 1543: Termenei – Ist hinfurt und in Ewigkeit zur Schule verordent. Ist Jurgen Segelen, dem hohgreven zu Runenberge, solchs das es geschehen moge in bevelh geben. Um den Schülern (zunächst wurden nur Knaben unterrichtet) die häufig weitläufigen Fußwege zur Schule zu ersparen, wurden auf den Dörfern nach und nach Filialschulen eingerichtet und 1757 der Schulbesuch auf Mädchen ausgedehnt.
Bereits 1922 wurde eine „Gehobene Abteilung“ eingeführt. Maßgeblich für den Unterricht waren die Richtlinien der Mittelschulen. Die weiterführenden gehobenen Klassen fanden großen Zuspruch und führten 1955 zur Einführung eines „Differenzierten Mittelbaus“, allerdings auch zur Begrenzung auswärtiger Schüler auf die Räume Bredenbeck, Wennigsen, Gehrden, Empelde, Wettbergen. Seit 1957 ist die Erlangung eines Realschulabschlusses möglich und 1966 folgte die Anerkennung als Realschule. Der offizielle Name lautet nun „Volksschule mit Förderstufe und Realschulzug“. 1976 folgte die Aufteilung in Grundschule und Realschule.
1994 erhielt diese Realschule den Namen Marie-Curie-Schule und wird als KGS mit Oberstufe geführt. Seit 2004 ist die KGS Ronnenberg eine offene Ganztagsschule mit 1498 Schülern (2017).
Zum Schuljahr 2023/2024 nahm im größten Ortsteil Empelde eine zweite Grundschule ihren Betrieb auf.
Es gibt in Ronnenberg
- fünf Grundschulen:
  - Grundschule Benthe
  - Grundschule Ronnenberg
  - Regenbogenschule Weetzen
  - Theodor-Heuss-Schule Empelde
  - Grundschule Auf dem Hagen Empelde
- Förderschule Selma-Lagerlöf-Schule Empelde
- Kooperative Gesamtschule (KGS), Marie-Curie-Schule
  - Klassen 5–6: Ronnenberg
  - Klassen 7–13: Empelde

Weitere Bildungseinrichtungen in Ronnenberg, Empelde und Weetzen sind die Volkshochschule Calenberger Land und die Calenberger Musikschule, die in Ronnenberg und Empelde Unterrichtsmöglichkeiten bieten.

## Kirchen und Religionen

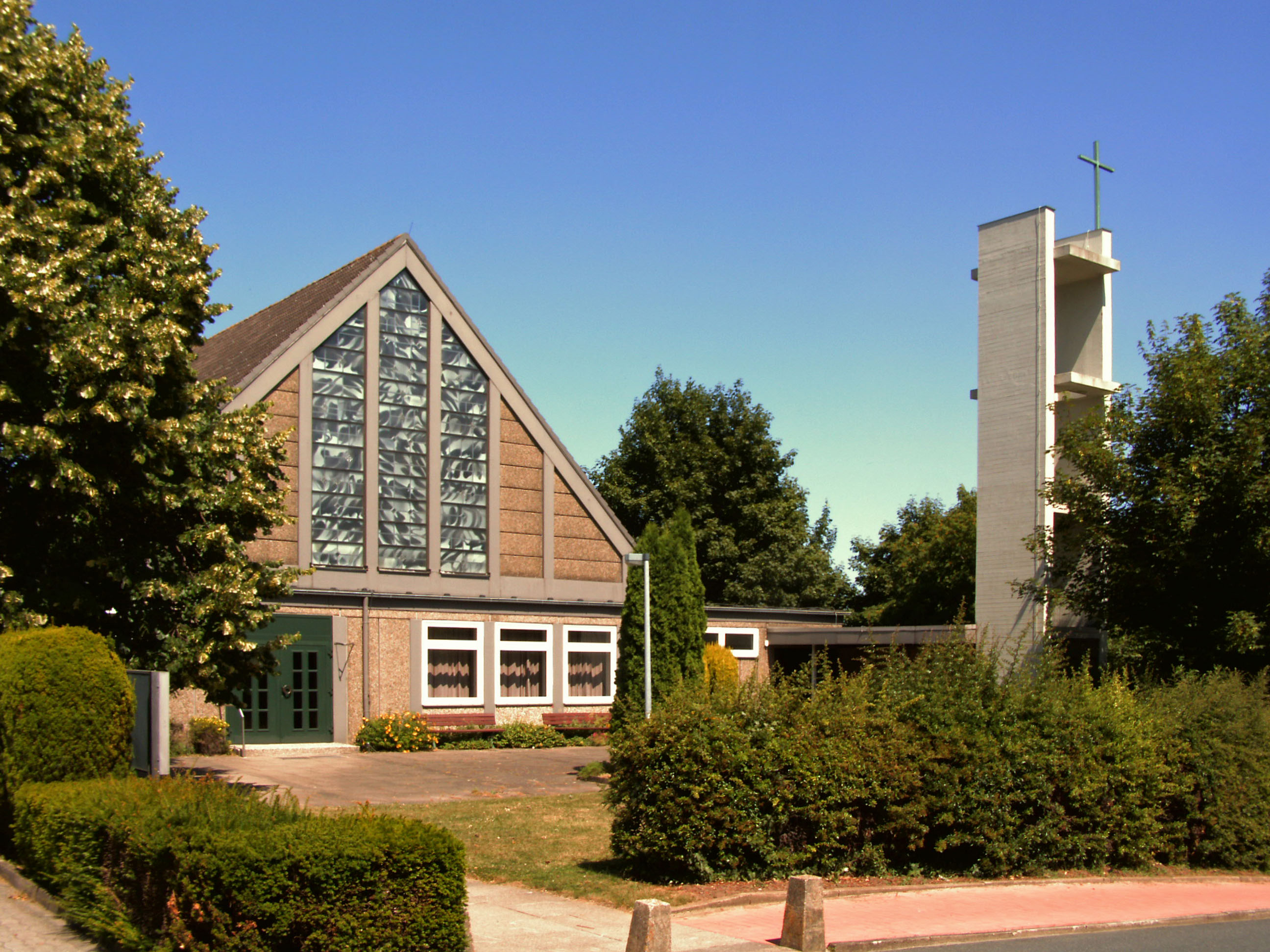
Kath. Kirche St. Thomas Morus

- Kirchenkreis Ronnenberg der evangelisch-lutherischen Landeskirche Hannovers. Zu ihm gehört in Ronnenberg die Michaelis-Kirchengemeinde mit der gleichnamigen Kirche im Ortskern. Seit 1589 ist die erste Pfarrstelle mit der Superintendentur der Inspektion bzw. des Kirchenkreises Ronnenberg verbunden. Weitere evangelisch-lutherische Kirchen befinden sich in Ronnenberger Ortsteilen. Das Kirchenkreisamt Ronnenberg ist die Verwaltungsstelle für die Kirchenkreise Ronnenberg und Laatzen-Springe.
- Die katholische Kirche St. Thomas Morus befindet sich an der Deisterstraße. Sie wurde 1972 nach Plänen von Josef Fehlig erbaut, ausgeführt als Fertigteilkirche mit freistehendem Glockenturm. Heute gehört die Kirche als Filialkirche zur Pfarrei St. Maximilian Kolbe im Ökumenischen Kirchencentrum Hannover-Mühlenberg. In den Ortsteilen Weetzen und Empelde befanden sich weitere katholische Kirchen, die 2009 und 2016 profaniert wurden. Die katholischen Gemeinden St. Thomas Morus (Ronnenberg, Weetzen, Vorie, Linderte, Ihme-Roloven) und Heilige Familie (Empelde) gehören als Filialgemeinden zur Pfarrgemeinde St. Maximilian Kolbe in Hannover-Mühlenberg. Die Katholiken im Stadtteil Benthe gehören zur St. Bonifatiusgemeinde in Gehrden.
- Die Neuapostolische Kirche im Bauernwiesenweg 28 wurde 2011 aufgegeben. Die nächste neuapostolische Kirche befindet sich in Hannover-Badenstedt.
- Die Türkisch Islamische Gemeinde zu Ronnenberg hat ihren Sitz in Empelde.

## Persönlichkeiten
Die Stadt Ronnenberg verlieh den folgenden zwei Personen die Ehrenbürgerwürde:
- Fritz G. Cohen (1922–2024), 2008, in Ronnenberg  aufgewachsen und Holocaust-Überlebender[30][31]
- Marian Szkudlarek, 2022, Bürgermeister der  polnischen Partnerstadt Swarzędz[32]